# IAAF Label Road Races 2018

Logo

Die IAAF Label Road Races 2018 sind Laufveranstaltungen, die vom Leichtathletik-Weltverband IAAF für 2018 das Etikett Gold, Silber oder Bronze erhielten. 

## Gold
| auch Teil des World Marathon Majors |

| Datum  | Veranstaltung                             | Distanz    | Sieger                          | Siegerin                              |
| ------ | ----------------------------------------- | ---------- | ------------------------------- | ------------------------------------- |
| 07.01. | Xiamen-Marathon Xiamen                    | 42,195 km  | Dejene Debela 2:11:22 h         | Fatuma Sado 2:26:41 h                 |
| 14.01. | Houston-Halbmarathon Houston              | 21,0975 km | Jake Robertson 1:00:01 h        | Ruti Aga 1:06:39 h                    |
| 21.01. | Hong Kong Marathon Hongkong               | 42,195 km  | Kenneth Mburu Mungara 2:13:39 h | Gulume Tollesa 2:29:37 h              |
| 26.01. | Dubai-Marathon Dubai                      | 42,195 km  | Mosinet Geremew 2:04:00 h       | Roza Dereje 2:19:17 h                 |
| 28.01. | Osaka Women’s Marathon Osaka              | 42,195 km  | –                               | Mizuki Matsuda 2:22:44 h              |
| 11.02. | Barcelona-Halbmarathon Barcelona          | 21,0975 km | Mule Wasihun 59:44 min          | Tejitu Daba 1:08:36 h                 |
| 25.02. | Tokio-Marathon 2018 Tokio                 | 42,195 km  | Dickson Chumba 2:05:30 h        | Birhane Dibaba 2:19:51 h              |
| 25.02. | Sevilla-Marathon Sevilla                  | 42,195 km  | Dickson Tuwei 2:08:22 h         | Kawtar Boulaid 2:25:35 h              |
| 04.03. | Biwa-See-Marathon Ōtsu                    | 42,195 km  | Macharia Ndirangu 2:07:53 h     | –                                     |
| 11.03. | Roma – Ostia Rom – Ostia                  | 21,0975 km | Galen Rupp 59:47 min            | Haftamnesh Tesfaye 1:09:02 h          |
| 11.03. | Nagoya-Marathon Nagoya                    | 42,195 km  | –                               | Meskerem Assefa 2:21:45 h             |
| 11.03. | Lissabon-Halbmarathon Lissabon            | 21,0975 km | Eric Kiptanui 1:00:05 h         | Etagegne Woldu 1:11:27 h              |
| 18.03. | Seoul International Marathon Seoul        | 42,195 km  | Wilson Loyanae Erupe 2:06:57 h  | Hirut Tibebu 2:24:08 h                |
| 25.03. | Chongqing-Marathon Chongqing              | 42,195 km  | Kennedy Cheboror 2:13:43 h      | Meseret Legese 2:28:56 h              |
| 07.04. | Prag-Halbmarathon Prag                    | 21,0975 km | Benard Kimeli 59:47 min         | Joan Chelimo Melly 1:05:04 h          |
| 08.04. | Paris-Marathon Paris                      | 42,195 km  | Paul Lonyangata 2:06:25 h       | Betsy Saina 2:22:56 h                 |
| 08.04. | Rotterdam-Marathon Rotterdam              | 42,195 km  | Kenneth Kipkemoi 2:05:44 h      | Visiline Jepkesho 2:23:47 h           |
| 08.04. | Istanbul-Halbmarathon Istanbul            | 21,0975 km | Amedework Walelegn 59:50 min    | Ababel Yeshaneh 1:06:22 h             |
| 16.04. | Boston-Marathon 2018 Boston               | 42,195 km  | Yūki Kawauchi 2:15:58 h         | Desiree Linden 2:39:54 h              |
| 22.04. | Vienna City Marathon Wien                 | 42,195 km  | Salah-Eddine Bounasr 2:09:29 h  | Nancy Kiprop 2:24:18 h                |
| 22.04. | London-Marathon 2018 London               | 42,195 km  | Eliud Kipchoge 2:04:17 h        | Vivian Cheruiyot 2:18:31 h            |
| 22.04. | Gifu-Seiryū-Halbmarathon Gifu             | 21,0975 km | Nicholas Kosimbei 1:01:12 h     | Degitu Azimeraw 1:09:53 h             |
| 22.04. | Yangzhou-Jianzhen-Halbmarathon Yangzhou   | 21,0975 km | Mosinet Geremew 1:01:31 h       | Ababel Yeshaneh 1:09:06 h             |
| 22.04. | Madrid-Marathon Madrid                    | 42,195 km  | Eliud Barngetuny 2:10:15 h      | Valentine Kipketer 2:30:40 h          |
| 05.05. | Dongying-Marathon Dongying                | 42,195 km  | Joel Kimurer Kemboi 2:13:28 h   | Letebrhan Haylay 2:24:47 h            |
| 06.05. | Prag-Marathon Prag                        | 42,195 km  | Galen Rupp 2:06:07 h            | Bornes Chepkirui 2:24:19 h            |
| 19.05. | Karlsbad-Halbmarathon Karlsbad            | 21,0975 km | Roman Romanenko 1:03:58 h       | Eva Vrabcová-Nývltová 1:11:54 h       |
| 26.05. | Ottawa 10K Ottawa                         | 10 km      | Andamlak Belihu 27:48 min       | Alia Saeed Mohammed 31:36 min         |
| 27.05. | Ottawa-Marathon Ottawa                    | 42,195 km  | Yemane Tsegay 2:08:52 h         | Gelete Burka 2:22:17 h                |
| 27.05. | World 10K Bangalore Bangalore             | 10 km      | Geoffrey Kamworor 28:18 min     | Agnes Jebet Tirop 31:19 min           |
| 02.06. | Budweis-Halbmarathon Budweis              | 21,0975 km | Luke Traynor 1:03:42 h          | Lilia Fisikovici 1:13:20 h            |
| 10.06. | Lanzhou-Marathon Lanzhou                  | 42,195 km  | Kelkile Gezahegn 2:11:00 h      | Merima Mohammed 2:32:22 h             |
| 23.06. | Olmütz-Halbmarathon Olmütz                | 21,0975 km | Stephen Kiprop 1:00:15 h        | Netsanet Gudeta 1:07:30 h             |
| 01.07. | Gold-Coast-Marathon Gold Coast            | 42,195 km  | Kenneth Mburu Mungara 2:09:49 h | Ruth Chebitok 2:24:49 h               |
| 29.07. | Bogotá-Halbmarathon Bogotá                | 21,0975 km | Betesfa Getahun 1:05:10 h       | Netsanet Gudeta 1:11:34 h             |
| 08.09. | Grand Prix von Prag Prag                  | 10 km      | Rhonex Kipruto 26:46 min        | Caroline Chepkoech Kipkirui 30:19 min |
| 15.09. | Ústí-Halbmarathon Ústí nad Labem          | 21,0975 km | Stephen Kiprop 59:41 min        | Diana Chemtai Kipyogei 1:07:17 h      |
| 16.09. | Peking-Marathon Peking                    | 42,195 km  | Dejene Debela 2:12:08 h         | Valary Aiyabei 2:21:38 h              |
| 16.09. | Berlin-Marathon 2018 Berlin               | 42,195 km  | Eliud Kipchoge 2:01:39 h        | Gladys Cherono 2:18:11 h              |
| 16.09. | Kopenhagen-Halbmarathon Kopenhagen        | 21,0975 km | Daniel Kipchumba 59:06 min      | Sifan Hassan 1:05:15 h                |
| 16.09. | Sydney-Marathon Sydney                    | 42,195 km  | Elijah Kemboi 2:13:37 h         | Mercy Kibarus 2:31:24 h               |
| 23.09. | Kapstadt-Marathon Kapstadt                | 42,195 km  | Stephen Mokoka 2:08:31 h        | Helalia Johannes 2:29:28 h            |
| 07.10. | Chicago-Marathon 2018 Chicago             | 42,195 km  | Mo Farah 2:05:11 h              | Brigid Kosgei 2:18:35 h               |
| 14.10. | Portugal-Halbmarathon Lissabon            | 21,0975 km | Mustapha El Aziz 1:00:16 h      | Yebrgual Melese 1:07:18 h             |
| 21.10. | Amsterdam-Marathon Amsterdam              | 42,195 km  | Lawrence Cherono 2:04:06 h      | Tadelech Bekele 2:23:14 h             |
| 21.10. | Delhi-Halbmarathon Neu-Delhi              | 21,0975 km | Andamlak Belihu 59:18 min       | Tsehay Gemechu 1:06:50 h              |
| 21.10. | Toronto Waterfront Marathon Toronto       | 42,195 km  | Benson Kipruto 2:07:24 h        | Mimi Belete 2:22:29 h                 |
| 28.10. | Frankfurt-Marathon Frankfurt am Main      | 42,195 km  | Kelkile Gezahegn 2:06:37 h      | Meskerem Assefa 2:20:36 h             |
| 28.10. | Valencia-Halbmarathon Valencia            | 21,0975 km | Jemal Yimer 58:33 min           | Gelete Burka 1:06:11 h                |
| 04.11. | New-York-City-Marathon 2018 New York City | 42,195 km  | Lelisa Desisa 2:05:59 h         | Mary Keitany 2:22:48 h                |
| 11.11. | Istanbul-Marathon Istanbul                | 42,195 km  | Felix Kimutai 2:09:57 h         | Ruth Chepngetich 2:18:35 h            |
| 18.11. | Shanghai-Marathon Shanghai                | 42,195 km  | Seifu Tura 2:09:18 h            | Yebrgual Melese 2:20:36 h             |
| 02.12. | Fukuoka-Marathon Fukuoka                  | 42,195 km  | Yuma Hattori 2:07:27 h          | –                                     |
| 02.12. | Valencia-Marathon Valencia                | 42,195 km  | Leul Gebresilase 2:04:31 h      | Ashete Bekere 2:21:14 h               |
| 09.12. | Guangzhou-Marathon Guangzhou              | 42,195 km  | Mohamed Ziani 2:10:44 h         | Tigist Girma 2:26:44 h                |
| 09.12. | Singapur-Marathon Singapur                | 42,195 km  | Joshua Kipkorir 2:12:20 h       | Priscah Cherono 2:32:12 h             |

## Silber
| Datum  | Veranstaltung                         | Distanz    | Sieger                           | Siegerin                           |
| ------ | ------------------------------------- | ---------- | -------------------------------- | ---------------------------------- |
| 14.01. | Houston-Marathon Houston              | 42,195 km  | Bazu Worku 2:08:30 h             | Biruktayit Eshetu 2:24:51 h        |
| 21.01. | Mumbai-Marathon Mumbai                | 42,195 km  | Solomon Deksisa 2:09:34 h        | Amane Gobena 2:25:49 h             |
| 04.02. | Kagawa-Marugame-Halbmarathon Marugame | 21,0975 km | Edward Waweru 1:00:31 h          | Betsy Saina 1:09:17 h              |
| 18.03. | Neu-Taipei-Marathon Neu-Taipei        | 42,195 km  | Yūki Kawauchi 2:14:12 h          | Nguriatukei Rael Kiyara 2:35:57 h  |
| 01.04. | Daegu-Marathon Daegu                  | 42,195 km  | Abraham Kiptum 2:06:29 h         | Janet Rono 2:28:01 h               |
| 08.04. | Hannover-Marathon Hannover            | 42,195 km  | Seboka Nigusse 2:09:44 h         | Agnes Kiprop 2:32:35 h             |
| 08.04. | Mailand-Marathon Mailand              | 42,195 km  | Seifu Tura 2:09:04 h             | Vivian Kiplagat 2:27:08 h          |
| 08.04. | Rom-Marathon Rom                      | 42,195 km  | Cosmas Birech 2:08:03 h          | Rahma Tusa 2:23:46 h               |
| 22.04. | Orlen Warsaw Marathon Warschau        | 42,195 km  | Ezekiel Omullo 2:11:17 h         | Nastassja Iwanowa 2:28:03 h        |
| 12.05. | Okpekpe 10km Road Race Okpekpe        | 10 km      | Alex Kibet 29:46 min             | Dera Dida 33:00 min                |
| 26.08. | Mexiko-Stadt-Marathon Mexiko-Stadt    | 42,195 km  | Titus Ekiru 2:10:38 h            | Etaferahu Wodaj 2:40:10 h          |
| 08.09. | Taiyuan-Marathon Taiyuan              | 42,195 km  | Ezekiel Omullo 2:15:36 h         | Alice Kimutai 2:31:54 h            |
| 23.09. | Dam tot Damloop Amsterdam             | 10 Meilen  | Joshua Cheptegei 45:15 min       | Lonah Chemtai Salpeter 50:45 min   |
| 29.09. | Hengshui-Marathon Hengshui            | 42,195 km  | Lemi Berhanu 2:08:51 h           | Waganesh Mekasha 2:25:57 h         |
| 07.10. | Cardiff-Halbmarathon Cardiff          | 21,0975 km | Jack Rayner 1:01:01 h            | Juliet Chekwel 1:09:45 h           |
| 07.10. | Košice-Marathon Košice                | 42,195 km  | Raymond Choge 2:08:11 h          | Milliam Ebongon 2:27:16 h          |
| 14.10. | Lissabon-Marathon Lissabon            | 42,195 km  | Limenih Getachew 2:07:34 h       | Kuftu Tahir 2:24:56 h              |
| 14.10. | 20 km von Paris Paris                 | 20 km      | Samuel Tsegay 58:21 min          | Ophélie Claude-Boxberger 1:09:42 h |
| 28.10. | Ljubljana-Marathon Ljubljana          | 42,195 km  | Sisay Lemma 2:04:58 h            | Visiline Jepkesho 2:22:58 h        |
| 28.10. | Marseille – Cassis Cassis             | 20 km      | Olika Adugna 1:00:29 h           | Gete Alemayehu 1:08:46 h           |
| 11.11. | Beirut-Marathon Beirut                | 42,195 km  | Mohamed Reda el-Aaraby 2:10:41 h | Medina Armino 2:29:31 h            |
| 09.12. | Saitama-Marathon Saitama              | 42,195 km  | –                                | Dalila Abdulkadir 2:25:35 h        |
| 16.12. | Shenzhen-Marathon Shenzhen            | 42,195 km  | Edwin Koech 2:09:44 h            | Mulu Seboka 2:27:12 h              |
| 30.12. | Corrida de Houilles Houilles          | 10 km      | Julien Wanders 27:25 min         | Gete Alemayehu 31:12 min           |
| 31.12. | San Silvestre Vallecana Madrid        | 10 km      | Jacob Kiplimo 26:41 min          | Brigid Kosgei 29:54 min            |

## Bronze
| Datum  | Veranstaltung                                          | Distanz    | Sieger                        | Siegerin                         |
| ------ | ------------------------------------------------------ | ---------- | ----------------------------- | -------------------------------- |
| 10.02. | Lagos-Marathon Lagos                                   | 42,195 km  | Abraham Kiprotich 2:15:04 h   | Almenesh Herpa 2:38:25 h         |
| 11.03. | Barcelona-Marathon Barcelona                           | 42,195 km  | Anthony Maritim 2:08:08 h     | Ruth Chebitok 2:25:49 h          |
| 18.03. | Gdynia-Halbmarathon Gdynia                             | 21,0975 km | Ben Somikwo 1:03:32 h         | Christine Oigo 1:13:54 h         |
| 25.03. | Warschau-Halbmarathon Warschau                         | 21,0975 km | Ezrah Sang 1:01:37 h          | Polline Wanjiku 1:10:01 h        |
| 08.04. | Pjöngjang-Marathon Pjöngjang                           | 42,195 km  | Ri Kang-bom 2:12:53 h         | Kim Hye-gyong 2:27:31 h          |
| 15.04. | Nagano-Marathon Nagano                                 | 42,195 km  | Abdela Godana 2:13:54 h       | Asami Furuse 2:34:09 h           |
| 15.04. | Łódź-Marathon Łódź                                     | 42,195 km  | Tarekegn Bekele 2:19:41 h     | Jane Kiptoo 2:43:08 h            |
| 06.05. | Genf-Marathon Genf                                     | 42,195 km  | William Yegon 2:12:10 h       | Amelework Fekadu 2:38:05 h       |
| 13.05. | Dalian-Marathon Dalian                                 | 42,195 km  | Edwin Koech 2:09:44 h         | Mulu Seboka 2:28:59 h            |
| 20.05. | Riga-Marathon Riga                                     | 42,195 km  | Tsedat Ayana 2:11:00 h        | Georgina Rono 2:28:22 h          |
| 16.06. | Corrida de Langueux Langueux                           | 10 km      | Moses Kibet 28:26 min         | Clémence Calvin 31:20 min        |
| 23.06. | Vidovdan 10km Brčko                                    | 10 km      | Moses Kibet 28:34 min         | Katsiaryna Karneyenka 33:40 min  |
| 09.09. | Minsk-Halbmarathon Minsk                               | 21,0975 km | Abebe Degefa 1:02:37 h        | Sheila Jerotich 1:12:02 h        |
| 23.09. | Buenos-Aires-Marathon Buenos Aires                     | 42,195 km  | Emmanuel Saina 2:05:21 h      | Vivian Kiplagat 2:29:03 h        |
| 30.09. | Warschau-Marathon Warschau                             | 42,195 km  | David Kiprono Metto 2:12:44 h | Beatrice Cherop 2:35:22 h        |
| 14.10. | Bukarest-Marathon Bukarest                             | 42,195 km  | Hosea Kipkemboi 2:11:31 h     | Almaz Gelana 2:41:29 h           |
| 14.10. | Posen-Marathon Posen                                   | 42,195 km  | Cosmas Kyeva 2:11:45 h        | Tesfanesh Merga 2:32:31 h        |
| 28.10. | Venedig-Marathon Venedig                               | 42,195 km  | Ayenew Gebre 2:13:23 h        | Angela Tanui 2:31:30 h           |
| 04.11. | Marathon des Alpes-Maritimes Cannes                    | 42,195 km  | Abrha Milaw 2:07:25 h         | Nurit Shimels 2:31:54 h          |
| 18.11. | Kōbe-Marathon Kōbe                                     | 42,195 km  | Khalil Lemciyeh 2:13:54 h     | Susan Jerotich 2:31:38 h         |
| 18.11. | Boulogne-Billancourt-Halbmarathon Boulogne-Billancourt | 21,0975 km | Taye Girma 1:00:55 h          | Parendis Lekapana 1:10:48 h      |
| 25.11. | Florenz-Marathon Florenz                               | 42,195 km  | Abdi Ali Gelelchu 2:11:32 h   | Lonah Chemtai Salpeter 2:24:17 h |
| 02.12. | Libreville-Marathon Libreville                         | 42,195 km  | Shadrack Kimaiyo 2:19:42 h    | Joan Kigen 2:40:27 h             |
| 02.12. | 10K Valencia Trinidad Alfonso Valencia                 | 10 km      | Jonas Leanderson 28:41 min    | Susan Jeptoo 32:06 min           |
| 16.12. | Mersin-Marathon Mersin                                 | 42,195 km  | Kenneth Kiplagat 2:10:12 h    | Biruk Konjit Tilahun 2:33:18 h   |
| 16.12. | Bangsaen21 Halbmarathon Bang Saen                      | 21,0975 km | Jamin Ekai 1:04:55 h          | Chemutai Rionotukei 1:15:32 h    |
| 16.12. | Kolkata 25K Kolkata                                    | 25 km      | Birhanu Legese 1:15:48 h      | Dibabe Kuma 1:27:34 h            |